# Locomotiva FS 207
Le locomotive del gruppo BEB IIIa erano locomotive a tender separato, tre assi accoppiati, cilindri gemelli e a vapore saturo, costruite per la BuschtDhader Eisenbahn nel 1887. Una di esse, recante il n°185, divenne preda bellica italiana entrando a far parte del gruppo FS 207 come esemplare unico.